# Histoire de Château-Gontier sous l'Ancien Régime
L'histoire de Château-Gontier sous l'Ancien Régime débute avec le XVIe siècle et se termine avant la Révolution française.

## Élection et sénéchaussée
En 1577, Château-Gontier devient le siège d’une élection, ainsi que d’une sénéchaussée royale en 1595. La ville devient capitale de l'Anjou sous la Ligue et obtient le droit d'ouvrir des temples protestants. La cité possède plusieurs établissements ecclésiastiques.

## Protestantisme
Au XVIe siècle, le protestantisme progresse et forme un parti à Château-Gontier.
En 1561, une ordonnance royale défend aux religionnaires de s'y assembler à cause des séditions qu'ils occasionnent.  Michel Trioche y était ministre en 1563, et le consistoire y entretenait un pédagogue ou magister.

## Guerres de religion
Les huguenots de Château-Gontier prêtent main-forte à leurs coreligionnaires pour s'emparer d'Angers dans la nuit du dimanche de la Quasimodo 1562. Les protestants parviennent à se rendre maître de la ville d'Angers entre avril et mai 1562. La répression sera sanglante : 50 exécutions et 244 condamnations à mort par contumace.

### Troisième guerre de religion
À l'époque de la Troisième guerre de religion (1568-1570), les huguenots, dit Louvet, commencent à leur assemblée à prendre les armes : lesquels prirent la ville de Château-Gontier, où ils firent de grants ravages, pilleries et voleries et saccagèrent tout autour de ladite ville Cela se passait le 1er septembre 1568. Vers la fin du mois, M. de Leaumont, sieur de Puy-Gaillard, voulant faire rentrer la ville dans l'ordre et l'obliger à contribuer aux frais de la guerre avec les habitants d'Angers, envoya le sieur de Chavigny, « auquel les portes furent fermées par les habitants ; ce qu'estant, ledit sieur de Puy-Gaillard averti y alla en personne avec des troupes auxquelles ils fermèrent lesdites portes. Ce que voyant, ledit sieur les fit rompre à coups de hache et y entra, et mit des compagnies dans la ville, oultre le nombre qui y estoit.
Le receveur du chapitre de Saint-Just constate à cette époque, que les troubles qui règnent dans tout le royaume le mettent dans l'impossibilité de donner aucun deniers aux chanoines. Le 22 mars 1576, Jean de Beaumanoir, marquis de Lavardin, qui estoit du party du roy de Navarre contre le roy, estoit à Chasteaugontier, avec des troupes, dit Louvet, qui pillaient et ravageaient le païs.
On cite en 1583 Jean Malsource comme ministre protestant de Château-Gontier, mais son église n'était pas réunie dans la ville.

### Huitième guerre de religion (1585-1598)

#### La Ligue catholique
Louis de Champagné tient la position pour les Ligueurs à Château-Gontier.
En avril 1589, les Ligueurs de la ville vont assiéger la garnison de huguenots ou de royaux qui occupait le château voisin d'Ingrandes. Le 6 mai 1589, 800 hommes conduits par M. de Commeronde partent de Château-Gontier et vont jusqu'à deux lieues d'Angers, au village d'Épinard, où ils se tiennent pendant 3 jours, tellement, dit un chroniqueur,que la guerre ne s'est jamais veue telle. L'action de la garnison de Château-Gontier où commandait Louis de Champagné, sieur de la Roussière, s'étendait effectivement dans un rayon assez large.
Guillaume Fouquet de La Varenne est dépêché aux pays du Maine et d'Anjou pour y répandre la nouvelle de la prise du Mans par Henri IV de France face à Urbain de Laval Boisdauphin. Après la prise du Mans par Henri IV et la reddition de Laval, Château-Gontier se soumet. Néanmoins, le gouverneur Louis de Champagné ne se retire pas sans résistance devant les troupes d'Henri IV : il capitule le 8 décembre et sort de la ville tambour battant.

#### Henri de Navarre
Joachim de la Chesnaie, est nommé gouverneur de Château-Gontier en 1589 par Henri IV.
Il est cité dans les Mémoires de Louvet comme la cause qui fait que beaucoup d'habitants se réfugièrent à Angers «à raison des grandes garnisons que M. de la Lande de Niafle, leur gouverneur, auroit mises audit Château-Gontier et grande levée de deniers qu'il faisoit sur eux, et aussi les tyrannies qu'on leur faisoit. Lequel auroit voulu, comme huguenot, mettre le feu dans le couvent de Saint-Julien, où il y avoit des religieuses bien vivantes ». Il fait du moins incendier beaucoup de maisons du faubourg.

#### Bataille de Craon
De la Chesnaie rend Château-Gontier aux Ligueurs aussitôt après la bataille de Craon, mai 1592. Dès le lendemain, le 24 mai 1592, Mercœur et Urbain de Laval Boisdauphin rentrent dans la ville, où les royaux ne font que passer en pleine déroute. Louis de Champagné redevient gouverneur.
Après 1592, quand Angers se sont soumis, les tribunaux ligueurs de cette ville se retirent à Château-Gontier.
M. de Beaulieu qui en faisait partie occupait le Lion-d'Angers et Rochepot étant venu pour le déloger réussit à s'emparer du bourg, mais sans forcer l'église où une poignée de soldats s'étaient retirés avec leur chef. Ils tiennent bon jusqu'à ce que du secours leur étant venu de Château-Gontier, Rochepot est obligé de quitter la place, après avoir perdu soixante hommes, et ramenant le reste mis en blanc, leurs chevaux et armes perdus, découragés et disant tout haut qu'ils ne pouvaient jamais réussir en rien de tant qu'ils allaient contre les catholiques.
L'abbé Angot indique qu'il ne faut pas appliquer à Château-Gontier le fait de la surprise du château par Jacques Ernault qui, y étant prisonnier, serait parvenu à désarmer les soldats. Cet événement se rapporte à Craon.
Le 23 février 1594, le curé de Chemazé indique qu'il avait mis les titres de sa cure dans une maison forte et qu'il ne peut les envoyer sans danger d'estre perdus par les courses des gens de guerre, tant d'un parti que d'autres, qui sont de jour en jour sur le pais .
Le 24 février 1594, Urbain de Laval Boisdauphin amène de Château-Gontier deux pièces de canon et des troupes devant le château de Sautré que lui rend M. de Quincé.

### Urbain de Laval Boisdauphin
Urbain de Laval Boisdauphin soutient la lutte encore pendant quatre ans, de sorte que le pays était encore en guerre après que la paix régnait dans le reste du royaume. Il fait acte de soumission à Henri IV en lui remettant Sablé et Château-Gontier, et rentre au service du roi. Ce dernier le fait alors conseiller d'État, puis chevalier de l'Ordre du Saint-Esprit le 5 janvier 1597. Il se fait remplacer à Château-Gontier par M. de Champagné de la Motte-Ferchaud et par M. Hardouin de la Girouardière (1599).
Une ordonnance d'Henri IV accordait aux huguenots, en 1606, un cimetière de cinq toises sur quatre, près des murs de l'ancien château. Ils furent encore confirmés dans la jouissance d'un cimetière particulier en septembre 1614. Mais, en 1637, l'église est déclarée vacante. La révocation de l'édit de Nantes n'atteint que quelques familles nobles.

## Calamités et épidémies
Outre les dévastations qui restent à leur charge, les bandes anglaises qui viennent au secours des protestants apportent dans le pays de grandes maladies appelées dissenteries ou flux de ventre qui régnèrent particulièrement à Angers, Château-Gontier et Rochefort à la fin de l'année 1592.
Le règne de Louis XIII est marqué par les maladies, les disettes et les malheurs qu'amènent les passages de troupes, celles du roi ou celles des rebelles :
- en 1612 et 1613 la dysenterie ;
- en 1625, 1627, d'autres maladies contagieuses font des ravages[4] ;
- La période de 1630 à 1639 n'en est pas moins éprouvée. Quand la contagion ne règne pas dans les murs de Château-Gontier, elle règne dans les faubourgs ou à Bazouges[5].

## XVIIe siècle

### Révolte des Grands
Château-Gontier, qui se trouvait sur le chemin d'Angers, où les luttes de la minorité de Louis XIII se firent surtout sentir, et dans le voisinage de Craon, propriété de Henri II de Bourbon-Condé, prince de Condé, ne pouvait manquer de subir le contre-coup des événements.
Le prince de Condé est reçu le 11 novembre 1613 et logé aux frais des habitants. Les bruits de guerre éclatent. Le conseil de ville décide, le 12 février 1614, que les habitants monteront la garde jour et nuit pour le service du roi, en attendant les ordres de M. du Boisdauphin ; qu'on fera provision d'armes et de poudre et que les portes seront gardées soigneusement.
Le 5 août, la ville envoie une députation à leurs Majestés à Angers. Après une accalmie, les troubles reprennent bientôt.
Le roi écrit, le 31 juillet 1615, au gouverneur et aux habitants de Château-Gontier qu'on fasse bonne garde, en raison de la défiance qu'a le roi de Monsieur le prince de Condé, assisté de MM. les ducs de Longueville, de Mayenne, de Saint-Paul et du maréchal de Bouillon, qui ont refusé d'accompagner le roi en son voyage de Guyenne au-devant de la future reine Anne d'Autriche.
Les troupes de César de Vendôme, duc de Vendôme occupent les paroisses circonvoisines au mois de février 1616, sous la conduite des capitaines de la Barre, du Bouchet et autres. Fidèles aux ordres de Sa Majesté, les habitants décident, le 9 février, qu'il ne leur sera fourni ni pain ni vin.
En 1620, la reine-mère Marie de Médicis fomente la révolte dans son gouvernement d'Anjou pour aboutir à l'échec de la Bataille des Ponts-de-Cé (7 août 1620). En 1621, César de Vendôme, son partisan, pille encore la campagne entre Château-Gontier et Craon ; la reine est contrainte d'envoyer contre ses bandes Louis de Marillac et de le chasser d'Anjou.
Il apparait dans plusieurs ouvrages historiques qu'en 1628, le cardinal de Richelieu, revenant de La Rochelle pour Paris, de passage à Château-Gontier, ordonne la destruction des ruines du château de Château-Gontier. Pour l'Abbé Angot, on doit réformer d'après l'étude de Du Brossay, des ordres de Richelieu sur la destruction du château de Château-Gontier.

### Les Ursulines
Les religieuses Ursulines de Laval, installées dans cette ville depuis quelques années, songèrent en 1622 à essaimer à Château-Gontier leur requête fut bien accueillie du Conseil de ville. À une proposition d'établissement à Château-Gontier qui leur était faite par les Ursulines de Laval, les habitants répondent favorablement le 9 septembre 1622 afin d'obtenir la création d'une communauté.
Après avoir obtenu l'autorisation de Claude de Rueil, évêque d'Angers, en juin 1629, les habitants de Château-Gontier s'adressent au roi en lui « remontrant que l'instruction donnée par les Ursulines serait propre à ramener les protestants qui avaient des assemblées dans le pays ». Les lettres patentes furent accordées à Troyes au mois d'avril 1630. Cette demande habilement tournée sera déterminante en cette époque de troubles religieux. Le couvent des Ursulines s'installent à partir de 1631.

### Tribunal royal
En 1639, la sénéchaussée secondaire de Château-Gontier (dépendante de la sénéchaussée principale d'Angers devient le siège d'un présidial ou tribunal royal dont les divers tribunaux couvrent toute sa juridiction pour les affaires criminelles et de droit public.

### Fronde

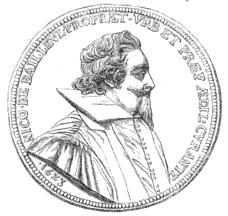
Nicolas de Bailleul (détail d'une gravure de 1862 représentant une médaille de 1623).

La ville est occupée pendant la Fronde, au nom du parlement, par le régiment d'Henri III de La Trémoille sous les ordres du marquis de la Barre ; mais aucun fait de guerre ne marque pour le pays cette révolte ni dans sa première ni dans sa seconde phase, quoique le 23 mars et le 24 avril 1656, la noblesse, réunie au Lion-d'Angers puis à Ingrandes, avait encore député au roi les seigneurs de Magnannes et de la Brossinière, pour se plaindre de la politique de Mazarin.
En 1651, Nicolas de Bailleul est nommé gouverneur de la ville, dont il détenait la baronnie depuis 1638 et qu'il fait ériger en marquisat au profit de son fils Louis-Dominique de Bailleul par lettres patentes des 27 et 31 juillet 1656. Le titre de marquis de Château-Gontier semble cependant avoir déjà été porté par Nicolas de Bailleul, mort en 1652.
Une disette importante intervient en 1682. En 1692, une maison de ville est constituée à la suite d'un édit royal. Un prévôt, un chevalier du guet, un lieutenant des maréchaux de France, un procureur du roi, un greffier et des archers y sont affectés.

## XVIIIesiècle
Une bande de faux-sauniers tiennent la maréchaussée en alerte continuelle en 1707-1708, favorisée. La bande ne compte plus en 1709 qu'une dizaine d'hommes sur lesquels six sont pris le 16 janvier 1710. Il y a quinze exécutions ; les moins coupables s'engagèrent dans un régiment de Basse-Normandie.
Les années 1708-1710 sont terribles, en particulier la Grande famine de 1709. Elles sont marquées par le Grand hiver de 1709.
L'imprimerie apparait à Château-Gontier en 1714 seulement, à la suite de la création du Collège de Château-Gontier en 1710.
En 1729, un arrêt de la Cour du Parlement de Paris faisait défense à toutes personnes de faire imprimer aucun arrest, et à tous imprimeurs autres que ceux établis dans les villes sièges de parlements, d'en imprimer sans permission expresse. C'était une première menace ; elle resta suspendue pendant dix ans, mais alors l'exécution fut décidée aux termes d'une ordonnance royale en date du 31 mars 1739. Les réductions furent considérables partout ; sur deux imprimeries, Laval en perdit une, et celle de Château-Gontier fut supprimée.

## Sources
- Registres paroissiaux depuis 1527
- Archives de l'hôtel de ville, de l'hôpital
- Archives départementales de la Mayenne, E, terrier du marquisat[12]
- Notes sur les événements remarquables arrivés en la ville de Chateau-Gontier, de 1540 à 1682, par M. Douard, au château de Thévalles
- Barthélémy Roger, Histoire d'Anjou
- Léon Maître, Série chronologique des seigneurs de Château-Gontier.
- D'Epinay. Notes arch. sur divers monuments de Château-Gontier
- Abbé Charles, Notes arch. sur divers monuments de Château-Gontier
- Godard-Faultrier, L'Anjou et ses monuments
- Baron de Wismes, Le Maine et l'Anjou
- Martin Foucault, Documents historiques sur Château-Gontier
- Le cabinet de René Gadbin, heureusement recueilli dans son intégrité par Paul de Farcy est indiqué comme une mine précieuse par l'Abbé Angot
- Emmanuel Marie Félix Chiron du Brossay, La Destruction du château de Château-Gontier.